# Ussel (Lot)
Ussel ist eine Gemeinde im französischen Département Lot in der Region Okzitanien. Sie gehört zum Arrondissement Gourdon und zum Kanton Causse et Bouriane.

## Geografie
Die Gemeinde Ussel liegt etwa 20 Kilometer nördlich von Cahors im Süden der Landschaft Haut Quercy. Nachbargemeinden sind Montamel im Nordwesten, Lamothe-Cassel im Norden, Les Pechs du Vers im Osten, Nadillac im Südosten, Francoulès im Süden, Les Pechs du Vers und Mechmont im Westen. Durch das Gemeindegebiet von Ussel führt die Autoroute A 20.

## Bevölkerungsentwicklung
| Jahr      | 1962 | 1968 | 1975 | 1982 | 1990 | 1999 | 2008 | 2018 |
| --------- | ---- | ---- | ---- | ---- | ---- | ---- | ---- | ---- |
| Einwohner | 81   | 88   | 78   | 71   | 55   | 66   | 73   | 97   |